# オリジナル・ストーリー 心の鏡
オリジナル・ストーリー 心の鏡（オリジナル ストーリー こころのかがみ）は、VHSが1992年9月9日に、DVDが2003年12月24日に発売された、SMAPが主演するオリジナル・ビデオ・ドラマである。

## 概要
- 舞台は北海道。一通の手紙に導かれるように大和博士を探すタケル達は、旅を続けていると次第に忘れかけていた「心の鏡」を見つける。

## エピソード
- SMAP×SMAP内のコーナー「BISTRO SMAP」にて、中居が狼男役の香取が髪をオールバックにするのを嫌がり、監督に逆らったことを暴露した(最終的に無理やりオールバックにされて演技していたらしい)。

## 挿入歌
- 心の鏡
- 真夜中のMERRY-GO-ROUND
- BEST FRIEND